# Pedro Higa
Pedro Higa Zabala (Riberalta, Bolivia; 26 de enero de 1970) es un exfutbolista boliviano. Se desempeñaba como guardameta. Desarrollo toda su carrera futbolística en Bolivia.

## Origen del apodo
Debido a que Higa no posee una estatura muy alta para un guardameta, fue apodado como la Sandía Voladora debido a sus características físicas.

## Clubes
| Club                    | País    | Año         |
| ----------------------- | ------- | ----------- |
| Real Santa Cruz         | Bolivia | 1986 - 1988 |
| Destroyers              | Bolivia | 1989        |
| Blooming                | Bolivia | 1990        |
| Destroyers              | Bolivia | 1991 - 1992 |
| Oriente Petrolero       | Bolivia | 1993 - 1994 |
| Ciclón                  | Bolivia | 1995        |
| Oriente Petrolero       | Bolivia | 1996 - 1998 |
| Unión Central           | Bolivia | 1999        |
| Oriente Petrolero       | Bolivia | 2000 - 2002 |
| Independiente Petrolero | Bolivia | 2003        |
| Oriente Petrolero       | Bolivia | 2004        |
| Blooming                | Bolivia | 2005        |
| Destroyers              | Bolivia | 2006        |
| The Strongest           | Bolivia | 2007        |
| Real Mamoré             | Bolivia | 2008 - 2009 |
| San José                | Bolivia | 2010        |
| Ciclón                  | Bolivia | 2010        |
| Sport Boys Warnes       | Bolivia | 2011 - 2013 |

## Palmarés

### Títulos nacionales
| Título           | Club              | País    | Año  |
| ---------------- | ----------------- | ------- | ---- |
| Primera División | Oriente Petrolero | Bolivia | 2001 |
| Primera División | Blooming          | Bolivia | 2005 |